# Хадис Кудси
Хади́с Ку́дси (араб. حَدِيث قُدْسِيّ‎) — в исламе: богооткровенные хадисы, отличающиеся от других хадисов тем, что они исходили непосредственно от Аллаха. Хадис-кудси также имеет названия хади́с-илля́хи  (حَدِيث إِلٰهِيّ‎) и рабба́ни (رَبَّانِيّ‎).

## Отличие от хадисов
Смыслы хадисов-кудси были воспроизведены пророком Мухаммадом своими словами, но исходили они от Аллаха (Всевышнего Бога).
Пророк мог получать откровения через ангела Джибриля, либо посредством внеопытного озарения (ильхам) или сна. Хадисы-кудси, как и коранические аяты были результатом Божественного откровения, но по замыслу Аллаха, они изначально не были введены в состав Корана и не вошли в него. В отличие от аятов Корана, хадисы-кудси начинаются словами Аллаха «О рабы Мои…» и самому сообщению предшествуют слова: «пророк передал, что Всемогущий и Великий Господь сказал…».
В хадисах-кудси отсутствует присущая аятам Корана чудесность и неподражаемость по форме, стилю и содержанию (иджаз аль-куран), они не передавались многими путями передатчиков (мутаватир) и известны в единичных сообщениях (ахад). Хадисы-кудси не читают в намазе и к их записям можно прикасаться в состоянии ритуальной нечистоты.
По сравнению с обычными хадисами (хадис-набави), хадисов-кудси не так много. Некоторые мухаддисы собрали их в отдельных сборниках, например, «аль-Итхафат ас-Сания би’ль-Ахадис аль-Кудсия» Абдуррауфа аль-Мунави (1031/1622).

## Примеры
- Передают со слов Абу Зарра аль-Гифари, да будет доволен им Аллах, что Пророк, да благословит его Аллах и приветствует, передал, что Всемогущий и Великий Господь сказал: «О рабы Мои, поистине, Я запретил несправедливость Себе и сделал её запретной между вами, так не притесняйте же друг друга!»[2][3].